# Дрімлюга колумбійський
Дрімлюга колумбійський (Setopagis heterura) — вид дрімлюгоподібних птахів родини дрімлюгових (Caprimulgidae). Мешкає в Південній Америці. Раніше вважався конспецифічним з малим дрімлюгою.

## Опис
Довжина птаха становить 17-21 см. Хвіст відносно короткий. У самців верхня частина тіла сіра, поцяткована чорнуватими і охристими смужками і плямками. На зодній частині шиї коричневий "комір", горло біле, груди темно-коричневі, поцятковані тонкими смужками і плямками. В польоті на крилах помітні білі плями, стернові пера на кінці білі (за винятком центральної пари). У самиць тім'я дещо тьмяніше, горло охристе, білі плями на хвості відсутні.

## Поширення і екологія
Колумбійські дрімлюги мешкають на північному сході Колумбії та на півночі і сході Венесуели. Поодинокі птахи спостерігалися в Гаяні та на півночі Бразилії. Колумбійські дрімлюги живуть у вологих і сухих рівнинних тропічних лісах, на узліссях і галявинах, в рідколіссях, в саванах і льяносі, в галерейних лісах і сухих чагарникових заростях, на полях і пасовищах, в садах і на плантаціях. Зустрічаються на висоті до 1000 м над рівнем моря. Живляться комахами, яких ловлять в польоті, злітають з землі або з низько розташованої гілки. Відкладають яйця просто на голу землю, під чагарником. В кладці 2 яйця, насиджують і самиці і самці.